# Международный день театра кукол
21 марта — Международный день театра кукол (англ. World Puppetry Day)

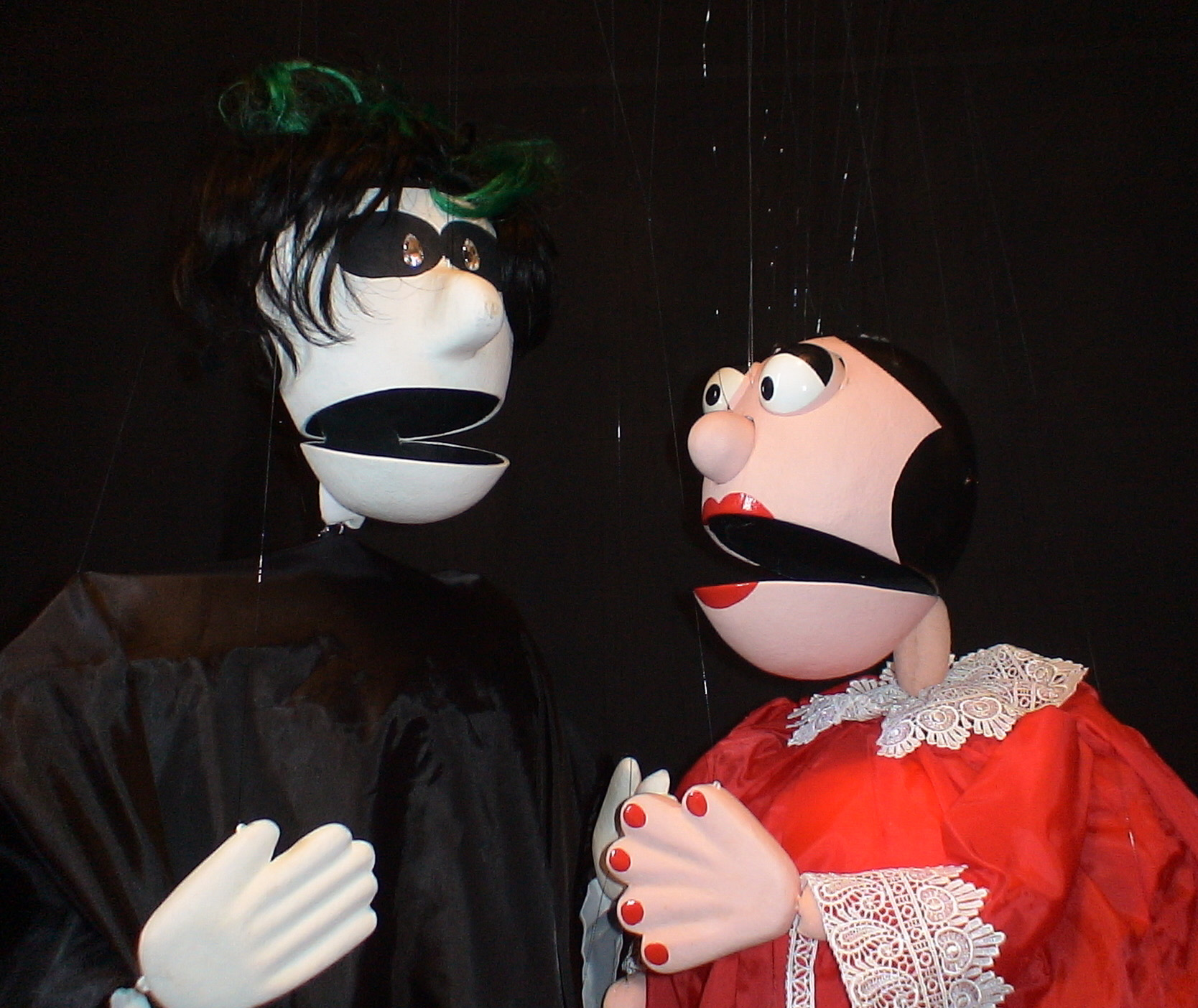
Марионетки-трансформеры.

В 2000 году на XVIII Конгрессе УНИМА - Международного союза деятелей театра кукол (Union Internationale de la Marionnette, UNIMA) в Магдебурге известный деятель кукольного театра Дживада Золфагарихо из Ирана вынес на обсуждение предложение отмечать во всем мире Международный день театра кукол. Но несмотря на то, что дискуссия о месте и времени проведения этого праздника была очень оживленной, этот вопрос в 2000 году так и не был решен.
Только лишь через два года, в июне 2002 года в Атланте, на заседании Международного Совета УНИМА, дата празднования была определена.
Традицию праздника кукольников всего мира открыл день 21 марта 2003 года. Именно с этого времени всеми профессионалами и поклонниками театра кукол празднуется Международный день театра кукол.
Президент УНИМА (2000 - 2004) Маргарета Никулеску обратилась ко всем деятелям театра кукол с призывом превратить день 21 марта в захватывающий ритуал во славу кукольного театра: «Пусть в этот день играют кукольные спектакли, проводят дискуссии, устраивают встречи, пусть объединяются все профессионалы и любители одного из древнейших видов искусства — театра кукол! Пусть все вокруг станут участниками нашего праздника! Пусть все окажутся в театре кукол!».